# Nils Flyg

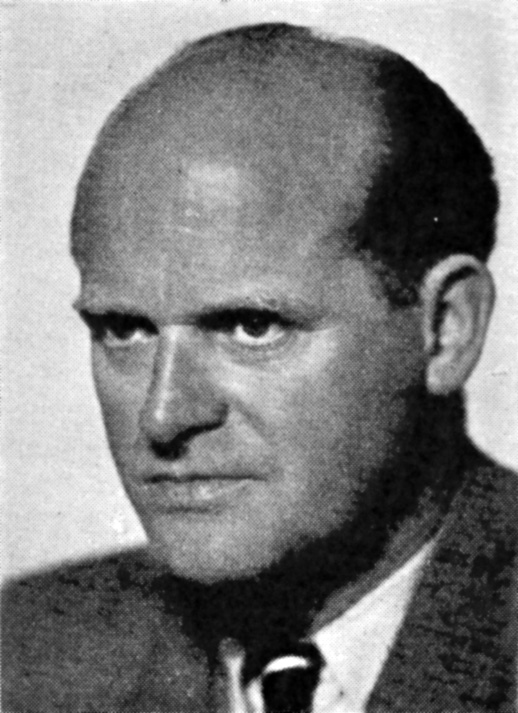
Nils Flyg

Nils Svante Flyg (* 9. Juni 1891 in Stockholm; † 9. Januar 1943 in Nacka) war ein schwedischer Politiker, Mitglied der Zweiten Kammer des Schwedischen Reichstags von 1929 bis 1940, Vorsitzender der Kommunistischen Partei Schwedens (SKP, heute Vänsterpartiet) von 1924 bis 1929, danach Mitbegründer und Vorsitzender der Socialistiska partiet (Sozialistischen Partei) bis zu seinem Tod.

## Leben
Flyg, der gelernter Drucker war, gehörte bereits als Jugendlicher dem Jugendverband der schwedischen Sozialdemokratie an. 1917 schloss er sich der Sverges socialdemokratiska vänsterparti an, einer von Karl Kilbom geleiteten Linksabspaltung der Sozialdemokraten, die sich später in Sveriges kommunistiska parti (Kommunistische Partei Schwedens) umbenannte.
1921 und 1924 kam es zu Spaltungen der Partei, in deren Folge Flyg zum Parteivorsitzenden aufstieg. Zu diesem Zeitpunkt war die SKP von der Komintern finanziell abhängig und entsprechend stark beeinflusst.
Nach dem Linksschwenk der Komintern 1929 brach die Gruppe um Flyg und Kilbom mit dieser, die Partei spaltete sich in zwei Flügel, die sich anfangs beide als „Kommunistische Partei Schwedens“ bezeichneten, später benannte sich Flygs Partei in „Socialistiska partiet“ um.
Die von Flyg geführte SP wurde Teil der IVKO, später des Londoner Büros. Anfangs gelang es ihr durchaus erfolgreich, eine von Moskau unabhängige linkssozialistische Position zu beziehen.
Die immer stärkere Ablehnung der Politik der Sowjetunion und der Komintern, insbesondere Stalins, führten jedoch nach dem Überfall des Deutschen Reichs auf die Sowjetunion 1941 zu einer fortschreitenden Anlehnung Flygs und seiner Partei an Nazideutschland, das die Finanzierung der Partei und ihrer Zeitung „Folkets Dagblad“ sicherte. Seit 1942 war er außerdem Informant des Sicherheitsdienstes der NSDAP und seine Berichterstattungen wurden direkt an das Reichssicherheitshauptamt, Amtsbereich VI D 3 (Nordische Staaten) weitergeleitet.
Die Wandlung der SP von einer kommunistischen zu einer nazistischen Partei wurde von Mitgliedern und Wählern nicht mitgetragen, so dass die Partei nach Flygs Tod 1943 zur bedeutungslosen Splittergruppe wurde.

## Publikationen
- Vårt studiearbete, Frams förlag Stockholm, 1921
- Med Hansson, Bramstorp, Sandler vid rodret! : Kritisk blick på Sveriges in- och utrikespolitik, Folkets förlag 1938